# Луженка
Луженка — река, протекающая в Европейской части России, левый приток Ветьмы. Длина реки — 14 км.
Река целиком, от истока до устья, располагается в пределах Куйбышевского района Калужской области. Исток Луженки находится к северу деревни Зимницы на окраине берёзово-осинового леса. От истока река течёт в южном направлении через деревню Лужница и село Бутчино. Впадает в Ветьму слева около Бутчино. На реке сооружены пруды у Бутчино (перепад уровней воды до и после плотины — 1,7 метра) и Лужницы (2,9 метра).
Основные притоки — Серебрянка (лв, у Зимницы) и безымянный ручей (лв, у Бутчино).